# Women in War
Pour plus de détails, voir Fiche technique et Distribution.
Women in War est un film américain réalisé par John H. Auer, sorti en 1940.

## Synopsis
Une jeune femme indépendante se voit contrainte de se porter volontaire comme infirmière au sein de l'armée britannique. Affectée à un hôpital sous la direction d’une matrone très stricte, elle apprendra que cette dernière est sa propre mère qu'il l'a abandonné à sa naissance des années auparavant.

## Fiche technique
- Titre : Women in War
- Réalisation : John H. Auer
- Scénario : F. Hugh Herbert et Doris Anderson
- Photographie : Jack A. Marta
- Musique : Cy Feuer
- Pays d'origine :  États-Unis
- Format : Noir et blanc - 1,37:1 - Mono
- Genre : Film de guerre
- Date de sortie : 1940

## Distribution
- Elsie Janis : Matron O'Neil
- Wendy Barrie : Pamela Starr
- Patric Knowles : Larry Hall
- Mae Clarke : Gail Halliday
- Dennie Moore : Ginger
- Dorothy Peterson : Sœur Frances
- Billy Gilbert : Pierre
- Colin Tapley : Capitaine Tedford
- Stanley Logan : Colonel Starr
- Barbara Pepper : Millie
- Lawrence Grant : Sir Gordon
- Lester Matthews : Sir Humphrey